# MBS (radiomessagerie)
Pour les articles homonymes, voir MBS.
MBS pour mobile search, ou en suédois mobil sökning, est un protocole de radiomessagerie mis au point dans les années 1970 en Suède. Les données sont émises sur une sous-porteuse des radios FM, en utilisant exactement le même mode de modulation et la même structuration des données en blocs que le RDS (Radio Data System). En effet, les promoteurs du RDS choisirent en 1983 de réutiliser une partie des spécifications de MBS. MBS a été abandonné en Europe dans les années qui ont suivi l'introduction du RDS. Cependant, aux États-Unis la variante RBDS du RDS prévoit le multiplexage des données MBS et RDS sous le nom MMBS (Modified MBS).

## Description technique

### Modulation utilisée

Spectre d'une émission de radio FM. La modulation d'amplitude notée « RDS » à 57 kHz pourrait tout aussi bien être du MBS.

Les données MBS sont émises au débit de 1 187,5 bit/s. Elles modulent en amplitude sur une sous-porteuse à 57 kHz du signal multiplexe de l'émission de radio FM.
Ces données sont divisées en blocs de 26 bits : un mot de données de 16 bits, suivi de 10 bits servant à la détection/correction d'erreurs et à la synchronisation. Le code utilisé est un code cyclique dont le polynôme générateur est {\displaystyle g(x)=x^{10}+x^{8}+x^{7}+x^{5}+x^{4}+x^{3}+1}. Un récepteur se synchronise sur le flux de données reçues en calculant en permanence le syndrome des derniers 26 bits reçus : en fin de bloc, le syndrome doit être nul.
Ce procédé est strictement identique à celui utilisé par le RDS, à ceci près que le RDS ajoute un niveau de structuration supplémentaire : le groupe, composé de 4 blocs. À cet effet, le RDS ajoute aux 10 bits de détection d'erreurs et synchronisation un mot de position qui permet au récepteur d'acquérir à la fois la synchronisation bloc (comme pour MBS) mais aussi le numéro du bloc au sein du groupe (et donc la synchronisation groupe). Pour plus de détails, voir la description technique de l'article « RDS ».

### Codage des messages numériques
En mode numérique, chaque bloc code 4 chiffres hexadécimaux : les chiffres 0 à 9 des messages sont codés tels quels ; la valeur 0xA correspond à l'espace. Les messages peuvent faire de 1 à 12 chiffres.

### Codage des messages alphanumériques
La structure d'un message alphanumérique implique le chaînage de plusieurs blocs :
- bloc 1 : code système et code de réveil ;
- bloc 2 : identifiant du récepteur ;
- bloc 3 : longueur du message ;
- bloc 4 à n : texte du message.

Le code de réveil permet aux récepteurs de se mettre en veille. Le code de réveil réveille un ensemble de récepteurs s'il est transmis deux fois à moins de 12 blocs d'intervalle.

## Multiplexage de MBS avec le RDS

### Principe
RDS et MBS partageant le même protocole jusqu'au niveau bloc inclus (mots de position, offset words, du RDS mis à part), il est théoriquement possible de transmettre sur un même canal à la fois des blocs de données MBS, et des blocs de données RDS.
En effet, au sein d'un groupe RDS, chaque bloc est identifié par un mot de position spécifique (A, B, C/C' ou D). MBS n'utilisait pas à l'origine de mot de position, on peut donc considérer que les blocs MBS possèdent un mot de position (noté E) valant 0. On peut alors imaginer transmettre par moments des données RDS (4 blocs de mots de position successifs A, B, C/C' et D), et par moments des données MBS (mot de position E). Les données MBS sont jugées erronées par un récepteur RDS, qui les ignore, et réciproquement.
Il est cependant nécessaire de préciser les choses, afin d'éviter des pertes de synchronisation intempestives par les récepteurs RDS, et assurer que les récepteurs MBS reconnaissent bien le canal RDS/MBS comme fournissant un service MBS.
La spécification RDS de 1984 laisse la porte ouverte à un tel système, sans le spécifier précisément toutefois. Un tel multiplexage temporel a été utilisé en Irlande dans la deuxième moitié des années 1980. Cependant cette possibilité de multiplexage a été supprimée des versions ultérieures de la norme RDS.
La norme américaine RBDS, variante extrêmement proche du RDS, prévoit officiellement un multiplexage des données MBS et RDS, sous le nom MMBS pour modified mobile search. Elle prévoit d'émettre sur le canal binaire, en multiplexage temporel sans contrainte particulière, des groupes RDS et des suites de blocs MBS. Les suites de blocs MBS doivent cependant comporter un nombre de blocs multiple de 4 de façon à ne pas perturber la synchronisation groupe du RDS.

### Inconvénients
En fonction de la quantité de données MBS à transmettre, le taux de répétition des groupes RDS peut être réduit de façon radicale, ce qui peut altérer considérablement les fonctionnalités du RDS, notamment dans de mauvaises conditions de réception. Par exemple, le temps de réception de l'identification alphanumérique d'une station (RDS-PS) peut être sensiblement allongé.

## Services MBS dans le monde
MBS a au départ été déployé en Suède, à partir de 1978 sur le réseau SR P3, puis SR P1 après le 1er novembre 1985.
En Irlande, un service MBS a été mis en place sur les ondes du réseau public RTÉ en 1981. Les données MBS ont été multiplexées temporellement avec des données RDS à partir de 1984.
Un service MMBS est proposé par certaines stations de radio aux États-Unis. Les blocs MBS peuvent transporter les informations du système d'alerte EWS, Emergency Warning System.